# Kanton Épinal-Est
Kanton Épinal-Est (fr. Canton d'Épinal-Est) byl francouzský kanton v departementu Vosges v regionu Lotrinsko. Skládal se z 10 obcí. Zrušen byl po reformě kantonů 2014.

## Obce kantonu
- Arches
- Archettes
- La Baffe
- Deyvillers
- Dignonville
- Dinozé
- Dogneville
- Épinal (východní část)
- Jeuxey
- Longchamp
- Vaudéville